# 卡斯托尔诺耶
卡斯托尔诺耶（羅馬化：Kastornoye）是俄罗斯库尔斯克州的市级镇、卡斯托尔诺耶区行政中心，位于顿河流域内贝斯特拉亚索斯纳河一支流奥雷姆河畔，地处库尔斯克州东部，在州府库尔斯克东偏北方。镇内设有铁路车站。
该地2021年人口有3,215人；2010年人口3,848；2002年人口4,492；1989年人口4,562。